# Athing Mu
Athing Mu (Trenton, 8 giugno 2002) è una mezzofondista statunitense, campionessa olimpica degli 800 metri piani a Tokyo 2020.

## Biografia
Nasce nel 2002 a Trenton nello stato del New Jersey, Stati Uniti d'America, da genitori immigrati dal Sudan del Sud. Athing è la seconda più giovane di sette fratelli.
Nel 2019 stabilisce ai campionati nazionali indoor il record statunitense dei 600 m piani, che apparteneva ad Alysia Montaño. 
Il 6 febbraio 2021 corre i 400 metri piani indoor in 50"52, migliorando il record mondiale under 20 di Sanya Richards-Ross ma il record non viene ratificato per la mancanza del test antidoping. Il 27 febbraio corre gli 800 metri piani indoor in 1'58"40, battendo il record mondiale under 20.
Il 12 giugno ai campionati NCAA a Eugene stabilisce il suo primato dei 400 m piani in 49"57, record dei campionati. Si qualifica ai Giochi olimpici di Tokyo vincendo i trials statunitensi con il tempo di 1'56"07, il secondo tempo più veloce mai raggiunto da una statunitense.
Il 3 agosto vince la finale degli 800 m piani dei Giochi olimpici di Tokyo conquistando la medaglia d'oro con il tempo di 1'55"21, nuovo record nazionale. Nel 2022, invece, conquista il titolo mondiale nella medesima specialità ai campionati casalinghi di Eugene.
Nel 2023, Mu non riesce a confermare il titolo iridato a Budapest sugli 800 metri piani, concludendo terza alle spalle di Moraa e Hodgkinson e aggiudicandosi la medaglia di bronzo (la prima della carriera in una competizione internazionale).

## Palmarès
| Anno | Manifestazione      | Sede         | Evento      | Risultato | Prestazione | Note                                     |
| ---- | ------------------- | ------------ | ----------- | --------- | ----------- | ---------------------------------------- |
| 2018 | Olimpiadi giovanili | Buenos Aires | 800 m piani | Argento   | 2'05"23     |                                          |
| 2021 | Giochi olimpici     | Tokyo        | 800 m piani | Oro       | 1'55"21     | Record nazionale                         |
| 2021 | Giochi olimpici     | Tokyo        | 4×400 m     | Oro       | 3'16"85     | Miglior prestazione personale stagionale |
| 2022 | Mondiali            | Eugene       | 800 m piani | Oro       | 1'56"30     | Miglior prestazione mondiale stagionale  |
| 2023 | Mondiali            | Budapest     | 800 m piani | Bronzo    | 1'56"61     | Miglior prestazione personale stagionale |

## Campionati nazionali
- 2 volte campionessa nazionale degli 800 m piani (2021, 2022)
- 1 volta campionessa nazionale indoor dei 600 m piani (2019)

2019
- 5ª ai campionati statunitensi, 800 m piani - 2'01"17
- Oro ai campionati statunitensi indoor, 600 m piani - 1'23"57
- Oro ai campionati statunitensi under-20, 800 m piani - 2'05"59

2021
- Oro ai campionati NCAA, 400 m piani - 49'57"

2022
- Oro ai campionati statunitensi, 800 m piani - 1'57"16

2023
- Argento ai campionati statunitensi, 1500 m piani - 4'03"44

## Altre competizioni internazionali
2021
- Oro al Prefontaine Classic ( Eugene), 800 m piani - 1'55"04

2021
- Oro ai SEC Indoor Championships ( Fayetteville), 800 m piani indoor - 1'58"40

2022
- Oro al Golden Gala ( Roma), 800 m piani - 1'57"01

2023
- Oro al Prefontaine Classic ( Eugene), 800 m piani - 1'54"97
- Vincitrice della Diamond League nella specialità degli 800 m piani

## Riconoscimenti
- Atleta mondiale emergente dell'anno (2021)